# Тилидин
Тилидин (Tilidium).

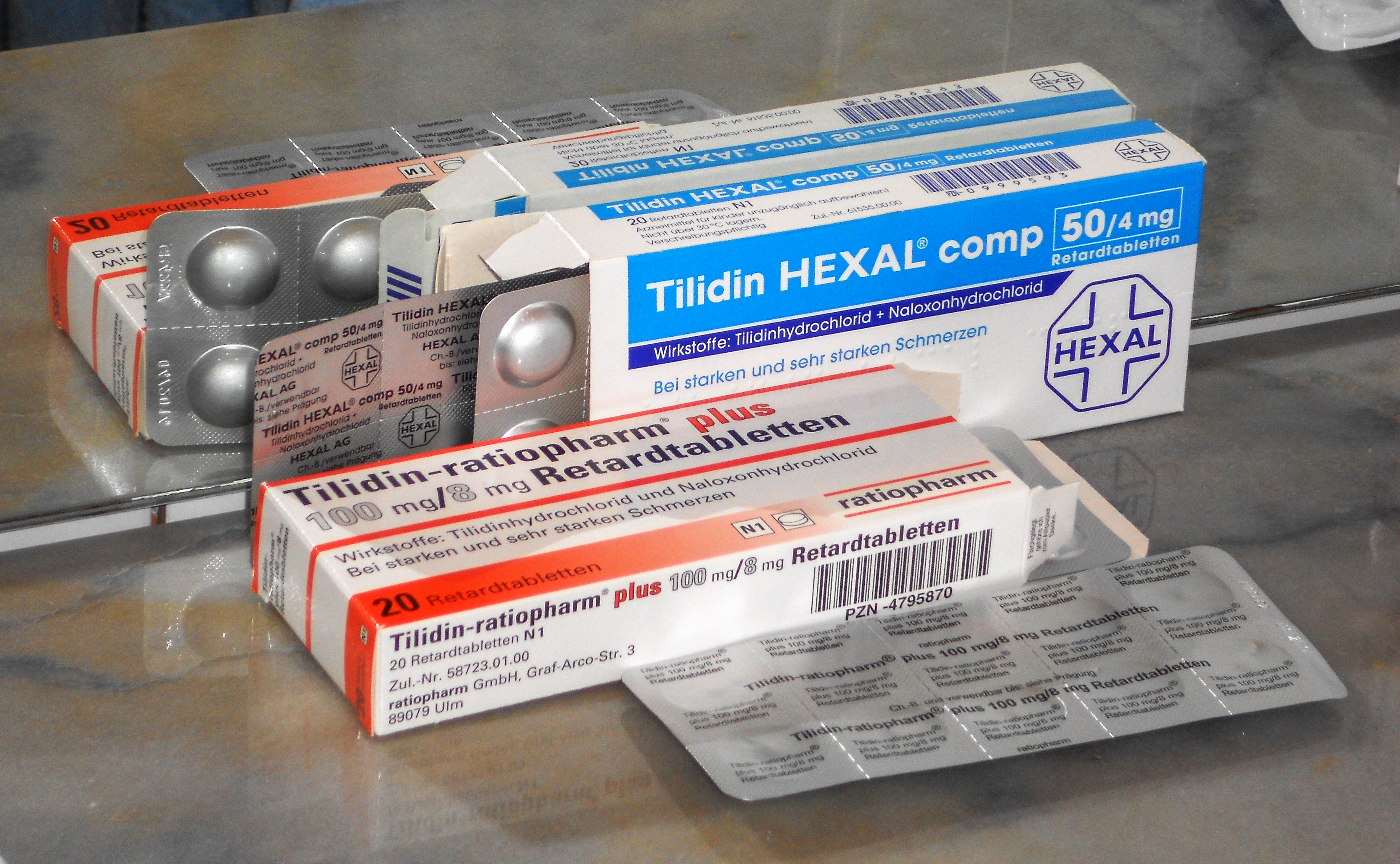
Тилидин

Этиловый эфир DL-транс-2-диметиламино-1-фенил-3-циклогексен-1-карбоновой кислоты.
Выпускается в виде гидрохлорида.
Синонимы: Валорон, Галидин, Centrac, Kitadol, Perdolat, Tilidate, Tilifort, Volaren.

## Общая информация
Имеет элементы структурного сходства с промедолом и трамадолом. Оказывает сильное анальгезирующее действие.
Применяют внутрь в виде капель или капсул, а также в виде свечей и растворов для инъекций. При приёме внутрь даёт быстрый анальгезирующий эффект.
Назначают при болях, связанных с травмами, оперативными вмешательствами, при ожогах, опухолях, инфаркте миокарда и др.
Внутрь назначают взрослым по 20 капель (0,05 г) или по 1 капсуле 4 раза в день. Капсулы можно разжевать, (для ускорения наступления эффекта). Детям дают из расчёта 1 капля на 1 год жизни 3—4 раза в день (не свыше 10 капель на приём детям в возрасте до 14 лет). Ректально вводят по 1 свече 4 раза в день (взрослым).
Под кожу вводят по 0,05—0,1 г валорона (1—2 мл 5% раствора) 1—2 раза в день (взрослым).

## Форма выпуска
- во флаконах по 10 мл раствора, содержащего в 10 каплях 25 мг валорона;
- свечи, содержащие по 50 мг препарата (по 10 штук);
- 5% раствор в ампулах по 1 и 2 мл (0,05 и 0,1 г) в упаковке по 5 и 50 ампул.

## Хранение
Хранение: список II (список наркотических средств и психотропных веществ, оборот которых в Российской Федерации ограничен и в отношении которых устанавливаются меры контроля в соответствии с законодательством Российской Федерации и международными договорами Российской Федерации).